# Graeme Rutjes
Graeme Wayne Rutjes est un footballeur néerlandais né le 26 mars 1960 à Sydney.

## Carrière
- 1980-1985 : Excelsior Rotterdam  Pays-Bas
- 1985-1990 : FC Malines  Belgique
- 1990-1996 : RSC Anderlecht  Belgique

## Palmarès

### En club
- Vainqueur de la Supercoupe d'Europe en 1988 avec le FC Malines
- Vainqueur de la Coupe d'Europe des Vainqueurs de Coupe en 1988 avec le FC Malines
- Champion de Belgique en 1989 avec le FC Malines et en 1991, en 1993, en 1994 et en 1995 avec le RSC Anderlecht
- Vainqueur de la Coupe de Belgique en 1987 avec le FC Malines et en 1994 avec le RSC Anderlecht
- Vice-champion de Belgique en 1987 et en 1988 avec le FC Malines et en 1992 et en 1996 avec le RSC Anderlecht

### EnÉquipe des Pays-Bas
- 13 sélections et 1 but entre 1989 et 1991
- Participation à la Coupe du Monde en 1990 (1/8 de finaliste)